# Michigan Legislature

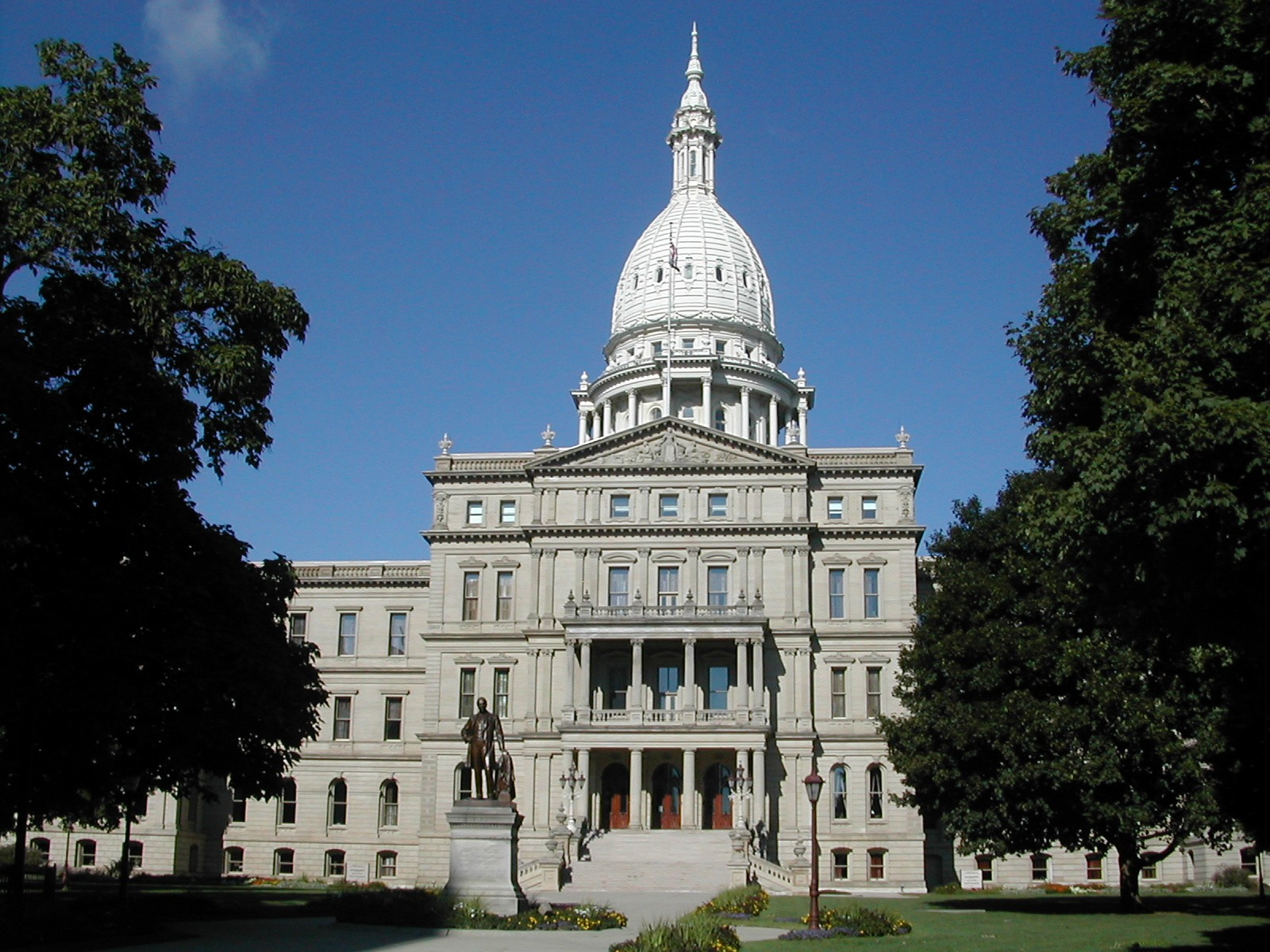
Die Legislature tagt im Michigan State Capitol

Die Michigan Legislature ist die State Legislature und damit die Legislative des US-Bundesstaats Michigan und wurde durch die staatliche Verfassung 1835 geschaffen. Sie besteht aus dem Repräsentantenhaus von Michigan, das als Unterhaus fungiert, sowie dem Senat von Michigan als Oberhaus. Die Legislature tagt im Michigan State Capitol in Lansing, das auch Sitz des Gouverneurs und seines Stellvertreters ist.
Das Repräsentantenhaus besteht aus 110 Mitgliedern, der Senat aus 38. Das Repräsentantenhaus wird für zwei Jahre gewählt, der Senat für vier Jahre. Der Wahltag fällt mit dem des Bundeskongresses zusammen, beim Senat nur zur Halbzeitwahl.
Wählbar sind US-Bürger, die im entsprechenden Wahlbezirk leben. Das Mindestalter für beide Häuser beträgt 21 Jahre.
Im Gegensatz zu den meisten State Legislatures, die als Teilzeitparlament nur begrenzte Tagungsperioden haben, ordnet die National Conference of State Legislatures (NCSL) die Michigan Legislature als Vollzeitparlament ein. Mit einer Vergütung von 71.685 USD und bis zu 10.800 USD Aufwandsentschädigung pro Jahr (2020) liegen die Abgeordneten im oberen Bereich der Staatsparlamentarier.